# خوان جارفيس
خوان جارفيس هو منافس ألعاب قوى كوبي، ولد في 6 ديسمبر 1950.